# 吴传钧
吴传钧（1918年4月2日—2009年3月13日），男，江苏苏州人，中国人文地理与经济地理学家。

## 生平
1941年毕业于中央大学地理系，1943年又取得该校硕士学位。1948年取得利物浦大学博士学位。1951年加入九三学社。1956年任中国科学院地理研究所研究员。1991年当选为中国科学院学部委员（院士）。

## 社会兼职
- 中国科学院地理研究所副所长
- 中国地理学会理事长